# 七道河站
七道河站是位于吉林省吉林市蛟河市七道河村的一个铁路车站，邮政编码132501。车站建于1942年，有长图铁路经过该站，现仅办理货运业务，不办理客运业务，车站及其上下行区间均未电气化。车站距离长春站189公里，隶属沈阳铁路局，是五等站。

## 临近车站
1. ↑  GB/T 10302-2010：中华人民共和国铁路车站代码（代替GB/T 10302-1988）．2010年9月2日公布，2010年12月1日实施．中华人民共和国国家质量监督检验检疫总局、中国国家标准化管理委员会: 28．
2. ↑  铁道部电子计算技术中心, 铁道部运输局. . 北京: 中国铁道出版社. 1998: 160. ISBN 9787113030995.